# Valérie Kaprisky
Pour les articles homonymes, voir Chères.
Valérie Chérès, dite Valérie Kaprisky, née le 19 août 1962 à Neuilly-sur-Seine, est une actrice française et parolière.

## Biographie
[réf. nécessaire]Après avoir passé son enfance dans la banlieue parisienne, à La Varenne-Saint-Hilaire, Valérie Kaprisky déménage à l'âge de 7 ans à Cannes. Des amis de ses parents lui font découvrir le septième art par l'intermédiaire du Festival. En 1975, le passage de Romy Schneider sur la Croisette la persuade de faire elle aussi carrière dans le cinéma. À 17 ans, elle revient seule à Paris et s'inscrit au cours Florent tout en faisant sa terminale au lycée Victor-Hugo dans Le Marais. Baccalauréat en poche, elle intègre une agence de mannequins Space Models. Après avoir figuré dans quelques spots publicitaires, elle est remarquée par Dominique Besnehard alors directeur de casting, et Jean-Marie Poiré qui la choisit pour son premier rôle sur grand écran dans Les hommes préfèrent les grosses.
En 1982, elle obtient son premier rôle important dans À bout de souffle, made in USA de Jim McBride, tourné a Los Angeles, le remake américain du film homonyme de Jean-Luc Godard, dans lequel elle est la partenaire de Richard Gere. En 1984, sa prestation d'aspirante actrice entretenant une relation charnelle avec son metteur en scène dans La Femme publique lui permet d'être nommée au César de la meilleure actrice. Le film est un succès et contribue largement au lancement de sa carrière.
Valérie Kaprisky reste associée à des rôles provocants : adolescente séductrice et manipulatrice dans L'Année des méduses, flamboyante Gitane changeant complètement la vie d'un homme chez Philippe de Broca, jeune femme mystérieuse au passé douteux dans Milena ou encore mère dévorée par une passion inattendue dans Mouvements du désir pour lequel elle se mérite une nomination pour le prix Génie de la meilleure actrice dans un rôle principal.
[réf. nécessaire]Le fait, avec un physique avantageux, qu'elle apparaisse fréquemment nue dans La Femme publique et L'Année des méduses contribue à attirer l'attention sur elle.
[réf. nécessaire]À la fin des années 1980, elle décide de ne plus accepter de rôle « déshabillé ». Elle déclare par la suite[réf. nécessaire] : 

« C'est vrai que, d'un coup, j'ai eu un problème avec la nudité. Je l'avais acceptée car la plupart des rôles féminins l'exigeaient dans les années 80. Mais j'avais le sentiment qu'on ne retenait que ça. À un moment, me retrouver nue sur un plateau m'a semblé insupportable ! »

De son propre aveu, son refus de la nudité à l'écran contribue alors à la raréfaction des propositions de rôles qui lui sont faites. Elle est également affectée par l'échec commercial de Milena.
Moins demandée au cinéma, elle continue d'apparaître à l'écran. Elle tourne, sous la direction d'Alexandre Arcady, Dis-moi oui (1995), puis Une place parmi les vivants de Raoul Ruiz (2003), dans lequel elle tient un des rôles principaux.
En 2009, elle tient l'un des rôles principaux dans la mini-série L'Internat diffusée sur M6. La série n'est pas reconduite pour une deuxième saison. Elle interprète dans Un Si Grand Soleil le rôle d'une journaliste, Jo Real, pendant les dix-huit premiers mois de la série (août 2018-février 2020). Elle disparaît du générique de la série en août 2020 quelques semaines avant la fin de la deuxième saison (n° 456 eu égard aux suspensions dues aux périodes de confinement) 
Éclectique, elle n'hésite pas à s'essayer à différents genres, comme le film policier Mon petit doigt m'a dit… dans lequel elle donne la réplique à André Dussollier, son partenaire de Mon ami le traître ou encore le drame social, Les Irréductibles.
Elle est aussi parolière. Une de ses chansons « My last song” est sélectionnée pour figurer sur la Playlist de Hôtel Amour en 2022.

## Filmographie

### Cinéma

#### Années 1980
- 1981 : Le jour se lève et les conneries commencent de Claude Mulot
- 1981 : Brantôme 81 : Vie de dames galantes de José Bénazéraf
- 1981 : Les hommes préfèrent les grosses de Jean-Marie Poiré : une copine d'Éva
- 1982 : Aphrodite de Robert Fuest : Pauline
- 1982 : Une glace avec deux boules ou je le dis à maman de Christian Lara : Marie, l'amie de Vanessa
- 1982 : Légitime Violence de Serge Leroy : Nadine
- 1983 : À bout de souffle, made in USA (Breathless) de Jim McBride : Monica Poiccard
- 1984 : La Femme publique d'Andrzej Żuławski : Ethel
- 1984 : L'Année des méduses de Christopher Frank : Chris
- 1986 : La Gitane de Philippe de Broca : Mona
- 1988 : Mon ami le traître de José Giovanni : Louise
- 1989 : Stradivari de Giacomo Battiato : Francesca

#### Années 1990
- 1991 : Milena de Véra Belmont : Milena Jesenska
- 1993 : La fin est connue (La fine è nota) de Cristina Comencini : Maria Manni
- 1994 : Mouvements du désir de Léa Pool : Catherine
- 1995 : Dis-moi oui d'Alexandre Arcady : Nathalie
- 1997 : Glam de Josh Evans : Treasure

#### Années 2000
- 2003 : Fenêtre sur couple de Claude Lallemand : Fany (court-métrage)
- 2003 : Une place parmi les vivants de Raoul Ruiz : Maryse
- 2003 : L'Eau, le Feu (L'acqua... il fuoco) de Luciano Emmer : Iris
- 2005 : Mon petit doigt m'a dit... de Pascal Thomas : Françoise Blayes
- 2006 : Les Irréductibles de Renaud Bertrand : Laurence
- 2007 : Le Cœur des hommes 2 de Marc Esposito : Jeanne
- 2009 : Envoyés très spéciaux de Frédéric Auburtin : Françoise Poussin
- 2009 : Tricheuse de Jean-François Davy : Marion

#### Années 2010-2020
- 2014 : Salaud, on t'aime de Claude Lelouch : Francia
- 2021 : Le Dernier Mercenaire de David Charhon : la Ministre Sivardière
- 2023 : Le Petit blond de la casbah d’Alexandre Arcady : Josette

### Télévision

#### Années 1990
- 1991 : L'Amérique en otage de Kevin Connor : Zaleh
- 1994 : Rendez-moi ma fille d'Henri Helman
- 1995 : Noël et après de Daniel Vigne : Nicole
- 1997 : L'Enfant du bout du monde de Christian Faure : Alice Valère
- 1998 : La Dernière des romantiques de Joyce Buñuel : Lise Marie
- 1998 : Il Tesoro di Damasco feuilleton de José María Sánchez : Marie
- 1999 : Brigade des mineurs de Michaëla Watteaux : Laurence Dorlaville

#### Années 2000
- 2000 : Toute la ville en parle de Marc Rivière : Fabienne Serrant
- 2001 : Les Enquêtes d'Éloïse Rome de Denys Granier-Deferre : épisode Le Prix d'un homme
- 2002 : Sentiments partagés de Daniel Janneau : Lisa
- 2004 : L'Homme de mon choix de Gérard Cuq : Camille Rozières
- 2004 : Moitié-moitié de Laurent Firode : Elizabeth Da Silva
- 2005 : Jaurès, naissance d'un géant de Jean-Daniel Verhaeghe : Louise
- 2005 : Galilée ou l'Amour de Dieu de Jean-Daniel Verhaeghe : Marina
- 2006 : Commissaire Valence de Jean-Luc Breitenstein : épisode Double Face
- 2006 : Commissaire Cordier de Éric Summer : épisode Haute sécurité
- 2007 : Le Clan Pasquier de Jean-Daniel Verhaeghe
- 2009 : C'est mon tour de Patrice Martineau : Élodie
- 2009 : L'Internat : Elsa Lendorff

#### Années 2010
- 2010 : Any Human Heart de Michael Samuels : Gabrielle Dupetit
- 2011 : Joséphine, ange gardien, épisode 62 : Yasmina réalisé par Sylvie Ayme : Hélène Weiler
- 2013 : Commissaire Magellan d'Étienne Dhaene : épisode Chaud devant : Sylvia Galtier
- 2013 : Julie Lescaut, épisode L'ami perdu réalisé par René Manzor : Ariane
- 2015 : Section de recherches (saison 9, épisodes 9 à 12) : Laura Belmont / Annabelle Imbert
- 2015 : Le Secret d'Élise d'Alexandre Laurent : Catherine Enthoven
- 2015 : Meurtres à La Rochelle d'Étienne Dhaene : Alexandra Larcher
- 2016 : Section de recherches (saison 10, épisodes 1 à 4) : Laura Belmont
- 2017 : Les Crimes silencieux de Frédéric Berthe : Myriam Lévin
- 2018-2020 : Un si grand soleil : Jo Real (épisodes 2-271 ; 322-385)

#### Années 2020
- 2020 : Commissaire Magellan, épisode Le Bonheur des autres : Hélène Levasseur
- 2022 : Astrid et Raphaëlle, saisons 3 et 4 : Anne Langlais
- 2023 : Demain nous appartient, saison 6 : Muriel Faure

## Théâtre
- 1992 : Passagères de Daniel Besnehard, mise en scène Andréas Voutsinás, Théâtre de la Gaîté-Montparnasse
- 2000 : Le Châle de David Mamet, mise en scène Pierre Laville, Théâtre du Rond-Point
- 2007-2008 : Faces d'après le film de John Cassavetes, mise en scène Daniel Benoin, Théâtre national de Nice
- 2009 : Faces d'après le film de John Cassavetes, mise en scène Daniel Benoin, Théâtre La Criée, Théâtre Nanterre-Amandiers
- 2024-2025 : Secret de famille d'Éric Assous, mise en scène Philippe Hersen, tournée